# リック・ハズバンド (小惑星)
リック・ハズバンド (51823 Rickhusband) は、小惑星帯に位置する小惑星である。
2001年7月18日に、カリフォルニア州サンディエゴにあるパロマー天文台でジェット推進研究所の地球近傍小惑星追跡によって発見された。
小惑星番号51823以降の7個の小惑星は2003年2月1日のコロンビア号空中分解事故で犠牲になった7人の宇宙飛行士から命名されており、51823番は船長のリック・ハズバンド空軍大佐にちなんで名づけられた。